# 帕羅馬5
帕羅馬 5是沃爾特·巴德於1950年發現的球狀星團。1955年阿爾伯特·喬治·威爾遜再次獨立發現了它。在最初以巨蛇為名命名之後，被收錄於帕羅馬目錄中的第五號。
由於銀河系的引力作用，這個星團有一個分裂的過程。事實上，有許多恆恒星以星流的形式離開這個星團。這條星流的質量為5,000個太陽質量，長度為30,000光年。該星團現時位於銀河系中心的60.6 kly（18.6 kpc）。它的半長軸和半短軸之間的長寬比為 0.62±0.23，顯示出明顯的扁平化。

## 外部連結
- SEDS Palomar 5
- WikiSky上关于帕羅馬5的内容：DSS2, SDSS, GALEX, IRAS, 氢α, X射线, 天文照片, 天图, 文章和图片
- ,   [2021-07-08], arXiv:2102.11348 , doi:10.1038/s41550-021-01392-2, （原始内容存档于2021-12-18） （英语）